# Diaphlebia nexans
Diaphlebia nexans – gatunek ważki z rodziny gadziogłówkowatych (Gomphidae). Występuje na terenie Ameryki Południowej; stwierdzony w brazylijskich stanach Mato Grosso i Tocantins.